# Панакони (Вибо Валенција)
Панакони је насеље у Италији у округу Вибо Валенција, региону Калабрија.
Према процени из 2011. у насељу је живело 1333 становника. Насеље се налази на надморској висини од 221 м.